# Енель Мельберг
Енель Мельберг (швед. Enel Melberg, 21 вересня 1943, Реваль) — шведська письменниця і перекладачка.

## Біографія
Енель Мельберг приїхала до Швеції у 1944 році, тоді їй був лише один рік. Вона виросла в Гетеборзі, де її батько був металообробником. Зараз вона проживає в Осло й Вермланді та є письменницею й перекладачкою з естонської й норвезької мов. Вона написала кілька книг, з яких найвідомішою у Швеції є її дебютний роман Modershjärtat (1977). У Норвегії, де виходили її останні романи, найбільш відомі «Гер Брехт та його жінки» (1999) і «Сепаратор» (2012).
Феміністична діяльність Енель Мельберг почалася в 1970-х роках, коли вона була активною в Асоціації жіночої культури і спілкувалася в колі навколо Групи 8. Проте сама вона ніколи не входила до складу останнього. Вона також брала участь у так званій пролетарській феміністичній групі, яка написала антологію Vardagsslit och drömmars språk («Повсякденний одяг і мова мрій»). Антологія розповідала про письменниць робітничого класу та допомогла привернути увагу до ролі робітничих письменниць у робітничій літературі.
Одружена з літературним критиком Арне Мельбергом, у них двоє спільних дітей. Вона є членкою Вермладської академії.

## Творчість
Важливою темою в дебютному романі Modershjärtat («Серце матері») є бунт матері та стосунки між матір'ю та дочкою — тема, яка була відносно новою в 1970-х роках, але також з'явилася в інших творах того ж періоду, зокрема в Dotter till en dotter («Дочка дочки») Інгер Альфвен. За її власними словами, Мельберг написала третій роман Nyckelpiga flyg («Політ сонечка») у процесі примирення з власною матір'ю. Роман Separator, опублікований у Норвегії в 2011 році та у Швеції в 2012 році, задає тло для цієї теми, а також говорить про вигнання, мову та ідентичність.
Книги Енель Мельберг перекладено норвезькою, данською, німецькою та естонською мовами.

## Премії та нагороди
- 2008 — Перекладацька премія Естонського культурного фонду
- 2010 — Sverigeesternas kulturpris
- 2012 — Перекладацька премія Шведської академії[sv]

### Норвезькі видання
- Dyret som ikke finnes. 1997
- Herr Brecht og hans kvinner. 1999
- En landsby i Provence. Співавтор: Arne Melberg. 1999
- I tid og evighet. En operaroman. 2001
- Separator. 2011
- Skyggen av en modell. 2012

### Книги для дітей та юнацтва
- Sagornas öar. 1982
- Björnen sover. 1989
- Tecknen på trädet. 1989

### Переклади
- Ödets leksak (Heinrich Laretei) 1991
- På gränsen som inte finns (Jaan Kaplinski) 1993
- Gränsland (Emil Tode) 1995
- Segern vid Narva (Margus Laidre) 1996
- Jag älskade en ryss (Maimu Berg) 1997
- Titanic och isen (Jaan Kaplinski) 1997
- Nordisk kvinnolitteraturhistoria I—V (переклад данських і норвезьких співавторів і власний внесок) 1993—1996
- Hektor/Ögat (Jaan Kaplinski) 2003
- Lyrikens liv (Christian Janss m.fl.) 2005
- Sången om kriget (Hella Wuolijoki) 2007
- Gnistor i askan (Marie Under) 2007
- Historien om den vita kråkan (Betti Alver) 2007
- På stället flyg (Jaan Kross) 2007
- Ode till en skjuten räv (Helga Nõu) 2007
- Samma flod (Jaan Kaplinski) 2009
- Estetik: en introduktion (Kjersti Bale) 2010